# Świeradów-Zdrój
Świeradów-Zdrój [ɕfʲɛˈraduf ˈzdruɪ̯], tyska: Bad Flinsberg, är en stad, kurort och vintersportort i sydvästra Polen, tillhörande distriktet Powiat lubański i Nedre Schlesiens vojvodskap. Staden är belägen vid floden Kwisa i Jizerbergen. Befolkningen i staden, som administrativt utgör en stadskommun, uppgick till 4 304 invånare i juni 2014.
Świeradów-Zdrójs kommun är medlem av den tysk-polsk-tjeckiska regionala samarbetsorganisationen Euroregion Neisse.

## Historia
Staden ligger på nordöstra sluttningen av berget Stóg Izerski, vid Smrkmassivet. Den omnämns första gången som en by 1337, då under namnet Fegebeutel efter ett värdshus i området, medan det senare tyska namnet Flinsberg omnämns först 1559. Under 1500-talet och 1600-talet blev även den lokala källan omskriven som innehållande vatten med helande egenskaper.
På Smrks sluttning nära byn låg fram till Wienkongressen 1815 den gränssten där de tre historiska gränserna mellan Böhmen, Schlesien och Oberlausitz möttes, och från 1742 till 1815 var detta därmed även gränsmötespunkten mellan Habsburgmonarkin, Preussen och Kurfurstendömet Sachsen.
År 1763 öppnades kurbadverksamheten i orten, och under slutet av 1700-talet och början av 1800-talet byggdes kurverksamheten ut. Förutom kolsyrehaltiga källor fanns även järnhaltiga källor och radiumkällor. Under slutet av 1800-talet tillkom flera badhus: Leopoldsbad (1838), Ludwigsbad (1879) och Marienbad (1904). Vid en större brand 1895 förstördes stora delar av anläggningarna, och 1899 invigdes det nya kurhuset. 
1909 öppnades järnvägen mellan Flinsberg och Friedeberg. 1934 tillkom radiumkurbadet. Orten hade omkring 3 000 invånare och 25 000 kurgäster och turister år 1938.
Genom Potsdamöverenskommelsen 1945 blev Bad Flinsberg del av Polen, och den tyska befolkningen tvångsförflyttades västerut. År 1946 fick orten det nuvarande namnet Świeradów-Zdrój och erhöll samma år stadsrättigheter. Järnvägen mot Mirsk och Gryfów Śląski är sedan 1990-talet nedlagd. 2008 öppnades en gondolbana upp på Stóg Izerski, som del av en satsning på alpin skidåkning och vinterturism i området.

## Turism

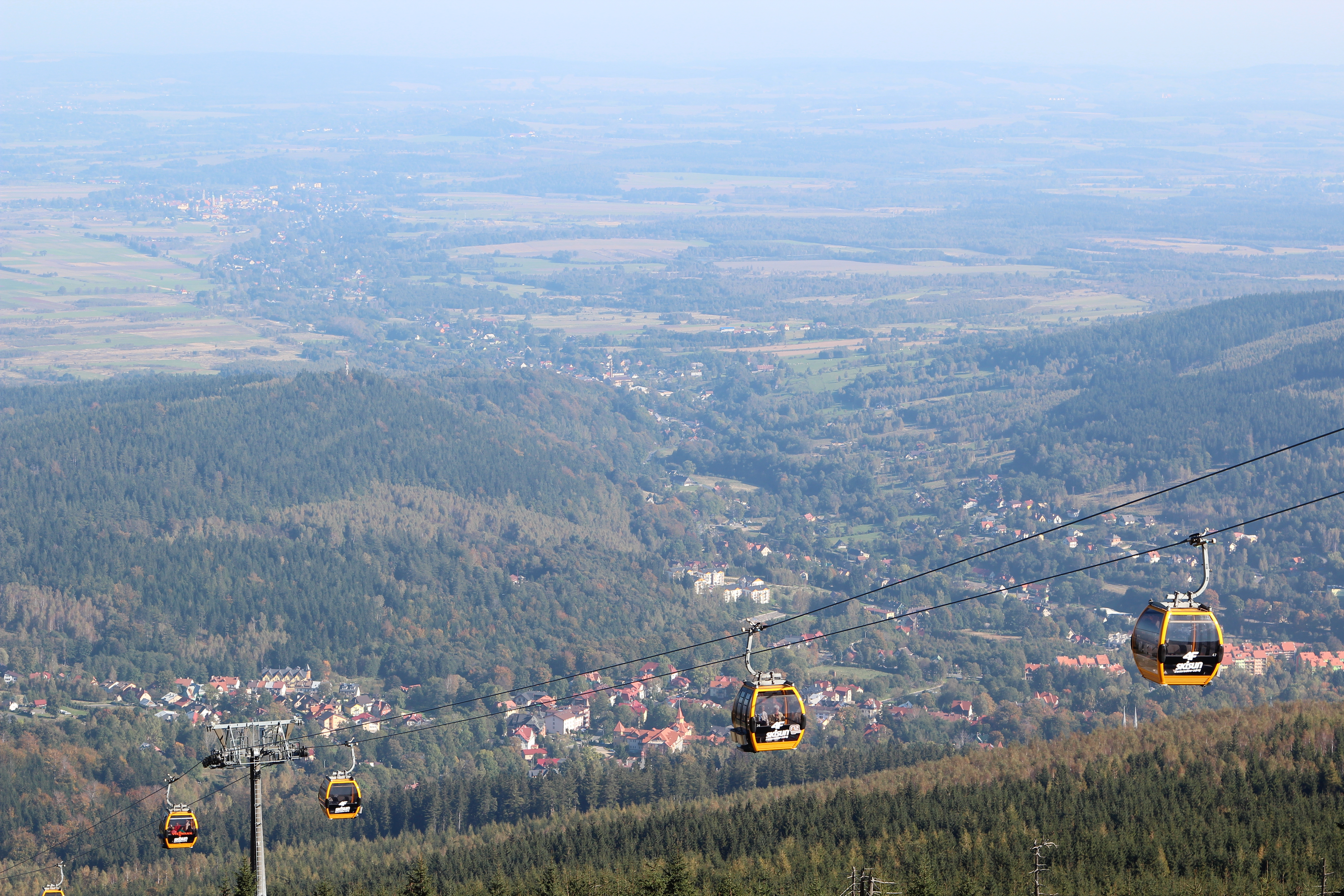
Utsikt mot gondolbanan och stadskärnan.

Staden är känd som kur- och vintersportort. I stadskärnan ligger det historiska kurbadet. 
Sydväst om centrum finns även en året runt-öppen 2,2 kilometer lång gondolbana upp på berget Stóg Izerski, med en 2,5 kilometer lång nedfart. 
Świeradów-Zdrój är den västra ändpunkten för den stora vandringsleden österut längs bergskedjan Sudeterna.

## Kända invånare
- Rudolf Bahro (1935–1997), filosof, östtysk dissident.